# Scenes from the Class Struggle in Springfield
Scenes from the Class Struggle in Springfield, llamado Escenas de la lucha de clases en Springfield en España y Lucha de clases en Springfield en Hispanoamérica, es un episodio perteneciente a la séptima temporada de la serie animada Los Simpson, estrenado originalmente el 4 de febrero de 1996. Fue escrito por Jennifer Crittenden y dirigido por Susie Dietter, convirtiéndose en el primer episodio escrito y dirigido por mujeres. En el episodio, Marge compra un traje Chanel, lo que la lleva a ser aceptada en un club muy pretencioso. 

## Sinopsis
El televisor de la familia se rompe debido al Abuelo, en un intento por arreglarlo. Los Simpson van a comprar uno nuevo a Ogdenville (Villa Chica en Hispanoamérica), un mall pequeño en donde todo era más barato de lo normal. Allí, Marge ve un traje de Chanel rosa a 90 dólares (rebajado de $800), y, luego de la insistencia de Lisa de que se diera un lujo, lo compra. La primera vez que lo usa, va al Kwik-E-Mart de Apu, en donde se encuentra con una vieja compañera de escuela, Evelyn Peters, quien reconoce a Marge. Después de que la matriarca le ayudó a poner gasolina a su auto, Evelyn la invita a ella y al resto de su familia al Club de Campo de Springfield. Marge comienza a visitar al lujoso club con su familia, y trabaja duro para encajar entre los otros miembros, mujeres ricas de personalidades muy snob. Al hacerlo, tiene menos tiempo para pasar con sus hijos, gastándolo todo en alterar su traje de Chanel para verse diferente y elegante cada vez que visita el club. 
Mientras tanto, Homer encuentra una diversión en el club jugando al golf, en donde conoce a Tom Kite. Cuando el Sr. Burns y Smithers descubren el talento que tiene su empleado para jugar golf, arreglan un partido entre el anciano y este. Burns parece ser un excelente jugador, pero pronto Homer se da cuenta de que Smithers había estado haciendo trampa todo el tiempo, para que su jefe ganase siempre. Homer quiere revelar la verdad, pero el anciano le recuerda cuánto desea Marge formar parte del club. Por consideración a ella, su esposo guarda el secreto. 
Unos días antes de que se celebrase un gran baile, en el cual se daría la bienvenida oficial a los Simpson como miembros del Club Country, Marge accidentalmente destruye su traje cuando grita a Lisa después de distraerla, y vuelve a Ogdenville para buscar otro vestido. Incapaz de encontrar uno y luego de pedir ayuda a sus hermanas, va a una tienda de Chanel y compra un costoso vestido. Cuando la familia se dirige al club a pie desde los jardines, por orden de Marge (ya que no quería que los miembros del club vieran el auto), se da cuenta de cuánto había cambiado al estar en contacto con las snobs del lugar, y decide que no quería formar parte de él haciéndose pasar por lo que no era y en donde la criticaban por vestir siempre lo mismo. Luego se revela que los miembros del club sí querían a la familia Simpson. Estos terminan cenando en un Krusty Burger, mostrando a qué clase pertenecían en realidad.